# The Gathering
The Gathering — рок-группа из Нидерландов, основанная в 1989 году братьями Рене и Хансом Рюттенами.
В музыкальном плане `The Gathering` никогда не стояли на месте. В период с 1989 по 1993 они играли дум-метал. В 1995 году с приходом Аннеке ван Гирсберген меняется и звучание группы, которое теперь больше тяготеет к прогрессив-металу. Следующим этапом творчества становится выпуск в 1998 году альбома How To Measure A Planet?, на котором группа начинает экспериментировать с электроникой. В результате получилась музыка, которую сами музыканты отнесли к жанру трип-рок. Но уже с выпуском в 2009 году альбома The West Pole музыкальный стиль группы становится ближе к прогрессив-року.
За двадцать лет существования The Gathering выпустили девять полноформатных студийных альбомов.

## История

### Возникновение и первые демо
The Gathering появились в октябре 1989 года, на волне интереса слушателей к стилю дум-метал. У истоков коллектива стояли братья Ханс и Рене Рюттены (Hans Rutten, Rene Rutten), а также вокалист Барт Смитс (Bart Smits), решившие после одной из совместных посиделок в местном баре сколотить группу. Было это в октябре 1989 года. Все они жили в небольшом нидерландском городе Осс. Об этом вспоминает барабанщик Ханс Рюттен: 
Скука! Скука была началом всего. Идея была моя, и мы долго обсуждали её с другом Мартином. Я предложил основать группу вместе – в то время мы оба учились в Девентере и жили в одной комнате в общежитии. В конце концов, Мартин обосновался в  Девентере навсегда, ему не хотелось каждые выходные приезжать в Осс на репетиции. Рене в то время уже играл на гитаре в Cromlech вместе с Бартом и некими ударником и гитаристом. Они исполняли что-то вроде панк-рока, немного в духе The Ramones. Я переговорил с Рене и Бартом о своём желании, и они были не прочь сколотить команду. Как оказалось, мы все хотели играть что-нибудь типа Celtic Frost – нам нравился их альбом «Into The Pandemonium». Подумывали записать демо, но это были только планы и проекты – в самом начале просто хотелось повеселиться. Вот так всё и начиналось.
Состав постепенно стабилизировался. К Хансу, Рене и Барту присоединились гитарист Йелмер Вирсма (Jelmer Wiersma), бас-гитарист Хуго Принсен Герлигс (Hugo Prinsen Geerligs) и клавишник Франк Буйен (Frank Boeijen). В это же время у группы появилось название, которое возникло после совместного просмотра художественного фильма «Горец» и было принято всеми без возражений.

По словам самих музыкантов, на репетициях они пели песни Celtic Frost и заканчивали всегда исполнением «Dethroned Emperor». Также делали попытки сыграть композицию «Subdivisons» из репертуара Rush. 
Выглядело это довольно смешно – типа начинающая группа пытается играть музыку одной из самых техничных команд планеты. Барт и на самом деле не звучал как Гедди Ли (Geddy Lee). Ещё мы делали «Dog Fight» группы Possessed и «Retaliation» от Carnivore. С точки зрения лирики, Carnivore не из тех групп, которые можно выбрать для кавера, но музыка группы была хорошей. На репетициях мы играли её больше для удовольствия.

Репетировали группа один раз в неделю, каждое воскресное утро. В результате, уже к началу 1990 года, на свет появилось дебютное демо «Imaginary Symphony», которое было записано вживую, во время репетиций и представляло собой первый авторский материал. Во многом песни, подобные «Downfall» и «Anthology in Black» были тяжёлыми, с явным уклоном в дэт/дум. Тексты песен уже тогда очень необычны, например, лирика «Another Day» повествовала о гибели астронавта в космосе. За это демо, группа даже получила позитивную рецензию от журнала Aardschok. 25 января 1991 года команда дала первый концерт в клубе De Meule города Хес. Они отработали в связке с уже достаточно известными группами Deadhead и Invocator. Ханс отлично помнит это выступление: 
Нас просто пригласили. На самом деле, тогда было очень легко играть в качестве поддержки у более крупных команд. Нам даже заплатили около 100 Dfl за тот концерт, хотя мы посчитали за честь сыграть вместе с Deadhead – по тем временам довольно крупной группой. Я помню, как мы нервничали, потому что это был наш первый концерт, в зале сидели наши друзья и знакомые… правда, потом все как-то успокоились. Мы отработали перед Deadhead, а после концерта пили пиво все вместе – группа и наши друзья. Было весело.
Через полгода была записана и первая настоящая демозапись, «Moonlight Archer». Эта плёнка попала в руки к Робу Троммелену, у которого было тогда небольшое агентство по организации гастролей. Благодаря этому, квинтет удостоился чести открывать концерты Samael и Morbid Angel в совместном туре по Нидерландам, что принесло The Gathering контракт с инди-лейблом Foundation 2000.

### Always…
Для дебютного альбома к имеющимся демо добавили несколько песен. Музыканты провели ряд сессий звукозаписи в Caveman Studio, и в июне 1992 года диск «Always…» появился на прилавках музыкальных магазинов. Это был классический дум-метал с соответствующей стилю гнетущей атмосферой, вязким саундом. Кроме Барта была приглашена ещё и вокалистка Марике Грот (Marike Groot), знакомство с которой произошло случайно. 
«Когда мы записывали те три трека, о которых мы говорили ранее, в студии Beaufort, там повсюду лежали демозаписи. Нам понравился женский вокал на альбоме «Gothic», и мы тоже хотели сделать что-то вроде этого. Нас очень впечатлила вокалистка, певшая там, и это была Марике».
Лирика полностью оставалась во власти Барта, и он переплёл в ней вечную любовь, быстротечность жизни, мечты и попытки воплотить их в реальность, глобальные проблемы человечества. Пластинка не прошла незамеченной. Местные СМИ дали ей неплохие оценки, и команда была выбрана в качестве саппорт-группы для тура знаменитых Paradise Lost по родным Нидерландам и соседней Бельгии. О популярности в Европе говорить было ещё рано, но музыканты решили добиться её любой ценой, причём путь для этого выбрали не самый простой — экспериментировать. И прежде всего со звучанием клавишных и вокальными партиями, в «In Sickness And Health» были использовали специальные клавишные, так называемые «космические спецэффекты», на которых играл Хенк ван Куверден, школьный друг Ханса.

Довольно забавной получилась история с обложкой «Always…» по словам Ханса: 
«У нас не было обложки для альбома, а крайний срок приближался. Однажды я зашел в гости к моему другу, Мартину. У него висел календарь, подаренный его родителями. Легко заметить, что фотографии делались в Греции, и когда я увидел их, в моем мозгу уже высветилась обложка: логотип в верхнем левом углу, заголовок в правом, это было великолепно, и поэтому мы так и сделали».
С логотипом вышла не менее интересная история, он был нарисован на обложке альбома «Always…» жидкостью для исправления текста. Тогда ещё не было компьютерных программ, чтобы сделать что-то подобное, и шрифт был вручную скопирован с афиши фильма Стивена Спилберга с одноимённым названием.
В сентябре 1992 года голландский канал VPRO записал The Gathering для программы Nomaden. Они сделали что-то вроде видеоклипа на песню «King For A Day». Качество материала, конечно, получилось не очень, но, тем не менее, группа обзавелась первой видеоработой.

Отыграв в июле 1993 на фестивале Waldrock, The Gathering попрощались со своим вокалистом 
«У нас с Бартом были разные интересы, в определенный момент мы больше не могли работать вместе. Я думаю, у Барта были небольшие проблемы с новыми песнями, которые звучали более жизнерадостно, — песня «The Sky People», например. Он пытался петь эти песни, но его голос не подходил для того, чтобы петь их правильно. Он хотел делать более мрачную музыку, и в определённый момент мы решили пойти каждый своим путём».

### Almost A Dance
Этот период можно назвать самым тяжелым для группы. После ухода Барта Смита и Марике Грот были приглашены новые вокалисты Нилс Дюффхюэс и Мартине ван Лон. Но все же, несмотря на большие трудности, новый альбом был записан и получил название «Almost A Dance». На его запись ушло 8 дней, и ещё 4 было потрачено на микширование. Новая работа была прохладно встречена в прессе, и получила несколько отрицательных отзывов, особенно от журнала Watt. В нём напечатали подробную рецензию, а журналист, писавший её, поставил нам двойку по пятибалльной шкале. «…Almost a Dance??? Почти демо? Нет. Почти фиаско…» писал он.

Причиной такого провала послужило, с одной стороны, облегчение саунда группы, а с другой — взаимоотношения и профессионализм вокалистов. По словам Ханса Руттена, именно работа с новыми вокалистами привела группу к небольшой катастрофе. 
Мы до сих пор считаем «Almost a Dance» очень сильным альбомом. Хорошие гармонии, аранжировки, эксперименты, даже хорошая продюсерская работа Тома Холкенборга (Nerve, Junkie XL). Проблема заключалась в том, что Нильс не мог петь вместе с нашей музыкой. Его голос (особенно в тяжелых частях) превращался в нечто похожее на Майка Паттона (Faith No More), и не подходил к нашей музыке. Мартине не умела петь вообще. Её вокал звучал ужасно, особенно на концертах. Ещё хуже было то, что Нилс и Мартине терпеть не могли друг друга. Они вообще не могли общаться, а если это происходило, то всё оканчивалось дракой. Они совсем не могли работать вместе.
Не лучшим было отношение к альбому и обычных слушателей, большинство из них вообще не восприняли в составе группы Нилса и Мартине. А во время концерта в зале Paradiso в Амстердаме The Gathering были освистаны и закиданы пивными банками.
Такая ситуация не устраивала всех остальных участников, и через некоторое время группу покинул Нильс. А потом за неявку на концерт была уволена и Мартине.

### Приход Аннеке и запись Mandylion
Несмотря на явные неудачи, участники The Gathering сдаваться не собирались. Некоторое время группа приходила в себя после провала, а в начале 1994-го музыканты решили возобновить репетиции, хотя Ханса и Рене призвали в армию. Репетировать они могли только по выходным и праздникам, чем активно и занимались, причём не менее активно искали хороших вокалистов. 
У нас была мысль продолжать играть впятером, без вокалиста, но немного позже мы пришли к выводу, что идея была слишком уж экспериментальной.
Было прослушано немало кандидатур. В результате в группе появилась 21-летняя Аннеке ван Гирсберген (Anneke van Giersbergen), проживавшая неподалёку в деревне Синт-Михилсгестел. Ей удалось легко и совершенно органично вписаться в группу. С её участием было записано несколько песен, две из которых — «In Motion part 1» и «Paradise Of The Underground» — попали в руки к нужным людям из крупной независимой компании Century Media.

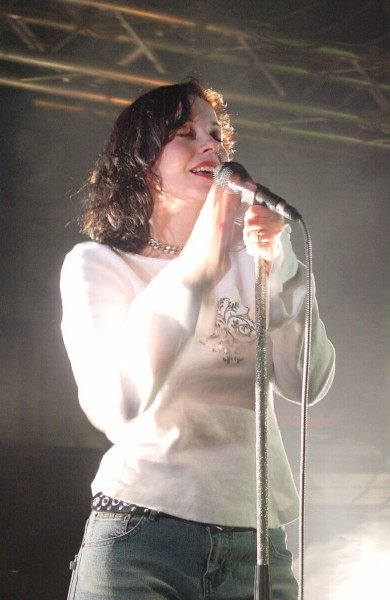
Аннеке ван Гирсберген

Они увидели в молодой группе потенциал и предложили контракт. Музыканты понимали, что другого такого шанса может и не быть, и со всей присущей случаю ответственностью принялись за сочинение нового материала. Постарались на славу, ибо вышедший вскоре альбом «Mandylion» совершенно неожиданно для всех катапультировал группу в высшую лигу европейской рок-музыки. В результате кропотливой работы в Woodhouse Studio с участником Grip Inc Вальдемаром Сорыхтой (Waldemar Sorychta) в качестве сопродюсера, имеющего немалый опыт продюсирования, приобретённый в работе над альбомами групп Moonspell, Tiamat, Lacuna Coil и Sentenced, на свет родился настоящий шедевр.
«Мы стали  задумываться о том, чтобы найти собственное, непохожее ни на кого звучание, — говорил об этой работе Ханс Рюттен. — Но в то же время нам хотелось включить в новый альбом всё лучшее, что было на тот момент у таких разноплановых групп, как Dead Can Dance, Slow Dive и Pink Floyd, а самое главное, чтобы вокал просто нокаутировал слушателя». Им это удалось в полной мере. Мрачный и задумчивый, вдохновляющий и страстный «Mandylion» был по достоинству оценен слушателями. Великолепные вокальные партии, гениальные аранжировки, необычные семплы (включая фрагмент речи знаменитого писателя Толкина (J.R.R. Tolkien) на радио BBC), тяжёлые риффы — вот что представляла собой возрождённая группа The Gathering. Совершенство текстов и мелодий шло от желания соответствовать высочайшему уровню классического романа Герберта Уэллса «Машина Времени», по мотивам которого был создан альбом, а выворачивающая душу эмоциональность возникла от потери Харольда, долгое время бывшего лучшим другом группы. Ему и посвятили эту работу.
Результат не заставил себя долго ждать. Сингл «Strange Machines» забрался в Dutch top 50 на 37 позицию, альбом тоже попал в национальные чарты и продержался там долгих 38 недель. Наконец-то к группе пришёл коммерческий успех. В Нидерландах «Mandylion» очень хорошо продавался, а после европейских туров с новым материалом поклонники из других стран Старого Света тоже начали проникаться творчеством The Gathering. Этому также способствовали ротируемые на телеканалах клипы на «Strange Machines» и «Leaves» и выступления по радио в программах известного радиодиджея Хэнка Вестбрука. За 1995 и 1996 годы в одной только Европе были даны сотни живых концертов — как в рамках небольших недельных туров с Savatage и Lacrimosa, так и в более значительных многомесячных гастролях с Moonspell и Crematory. Группа отыграла на всех крупных голландских фестах, а также была приглашена в 1996-м году на крупнейшие рок-фестивали, такие как Dynamo Open Air и PinkPop.

### Nighttime Birds
Летом 1996 года группа начинает работу над новым альбомом. Из-за непрерывных выступлений The Gathering не успели написать достаточно много новых песен. По словам самих музыкантов, им пришлось потратить много сил и нервов, чтобы сделать хороший альбом. В 1997 году появился «Nighttime Birds» — своеобразное путешествие в мир прошлых жизней, несбывшихся фантазий, полёт мечты и всплеск эмоций. Укрепилась тенденция удаления коллектива от «металлических» корней. Новый альбом записывался в той же студии, что и предыдущий, и с тем же продюсером Сигги Беммом. Диск снова коммерчески успешен. Пресса и фанаты удовлетворены, повсюду хорошие рецензии — так что жаловаться было не на что. Хотя имелись и разочарованные, по мнению которых альбом звучал слишком мягко, и поэтому кое-кому показался довольно вялым. Свой новый концертный тур команда начала с выступления на фестивале PinkPop, продолжила в странах восточной Европы, много концертов сыграли в Польше. Кроме того, состоялся большой европейский тур вместе с Seigmen и Lacuna Coil — очень успешный тур. На концертах почти всегда были аншлаги. Правда, после окончания тура 97-го, коллектив понёс серьёзные потери. Его оставил гитарист Йелмер Вирсма: ему надоело ездить в туры и играть на гитаре. Его больше интересовала работа в сфере звукозаписывающих технологий.

### How To Measure a Planet?
Пресытившись «металлическим» звучанием, группа была готова для экспериментов. Для воплощения уникального звука был приглашён Атти Бау (Attie Bauw), довольно известный нидерландский продюсер, у которого в распоряжении была суперсовременная студия Bauwhaus, буквально нашпигованная всеми последними достижениями звукозаписи. Несмотря на то, что предыдущие клиенты Атти, такие как Scorpions, не нуждались в каком-то совсем уж экспериментальном звуковом трюкачестве, он знал об этом процессе всё. Работа над альбомом началась в студии Атти и велась ещё в некоторых продвинутых студиях Амстердама. Для придания альбому финального глянца мастеринг сделал в небезызвестной Abbey Road Studio сам Крис Блэйр (Chris Blair), работающий с Radiohead. Результатом этой длительной кропотливой работы стал вышедший в 1999 году пятый диск The Gathering «How To Measure a Planet?»
Новый всплеск в творчестве группы был настолько сильным, что песен хватило на двойной альбом, хотя изначально Century Media настаивала на выпуске двух отдельных независимых дисков. Общее звучание пластинки 100 минут, 28 из которых — заглавная композиция. Такого уровня драматизма группа ранее ещё не достигала, впрочем, как и подобной концентрации безысходности и мрачности. Сами музыканты говорят об этом альбоме чуть ли не как о вершине своего творчества, о том, к чему они стремились долгие годы.
Мы все считаем, что «How To Measure a Planet?» самый прекрасный и лучший релиз.
Большое количество времени и широкое использование компьютерных технологий позволили коллективу создать по-настоящему профессиональный материал, и эта работа была по заслугам оценена — альбом месяца в «Metal Hammer» и «Zillo», 10 баллов из 10 в журнале «Rockhard magazine», 4 из 5 в журнале «Kerrang!». Появился сингл «Liberty Bell» и одноимённое видео, получившее ротацию на крупных музыкальных каналах. Журнал «Metal Hammer» признал Аннеке лучшей вокалисткой истёкшего года. А уж количество восторженных рецензий просто не поддавалось счёту!

Диск значительно отличается от предшественников — многие фанаты The Gathering так до сих пор и не поняли его. Здесь куда больше элементов, присущих группам вроде Radiohead, Massive Attack или Portishead. Им всё же удалось создать свой собственный уникальный стиль, с тех пор характеризуемый как трип-рок. 
Ну, сначала был хип-хоп, а потом появился трип-хоп, что означает хип-хоповый ритм, но с нормальным вокалом. Нам нравится такая музыка, а так как мы всё-таки рок-группа, то я придумал этот термин. Может быть в ближайшем будущем появится какой-нибудь трип-металл, кто знает. А на самом деле, это просто игра слов.
С точки зрения творчества это очень успешный альбом, с точки зрения коммерции — не очень, особенно в Нидерландах. Была проблема в плане промоушна. Сингл «Liberty Bell» не совершил никаких подвигов в нидерландских чартах. С другой стороны, в некоторых странах альбом продавался очень хорошо, например, во Франции, Испании (чему способствовал успешный испанский тур) и в США. Летом 1999-го состоялся трёхнедельный промотур по территории США, в рамках которого группа успешно выступала с местными коллективами King’s X и Switchblade Symphony, а также появилась на сцене крупнейшего Milwaukee Metalfest. Европейские гастроли прошли с неизменно отличным приёмом публики. Особенно удачными были совместные концерты с финской группой Cry Havoc, шоу на фестивалях Dynamo и Le Printemps De Bourges, а также выступление в зале Paradiso в Амстердаме, которое стало основой концертного альбома «Superheat», вышедшего в 2000 году.
Тем временем альбом «How To Measure a Planet?» попал в нидерландский Top 100 на 88 место. И на второе — в одном из нидерландских независимых чартов, что повлекло за собой номинацию на получение национальной музыкальной премии Wilma. Интересно, кстати, что к концу 90-х у себя на родине The Gathering уже почти перестали приглашать на металические концерты и фестивали, не без оснований причисляя группу скорее к мейнстрим-музыке. Зато в «тяжёлой» прессе большинства остальных стран Европы продолжали считать их за «своих».

### If_Then_Else и основание собственного лейбла
По окончании последнего европейского тура, в котором группа делила сцену с My Dying Bride, музыканты отправились в студию и снова сделали неожиданный ход, ибо новый альбом коллектива «If Then Else» был практически свободен от электронной психоделии предшественника. Он получился куда более жёстким и роковым, с преобладанием тяжёлых гитар в саунде. 
Мы устали изо дня в день исполнять на концертах психоделические вещи с последнего альбома, составляющие значительную часть нашего концертного сета. Поэтому для разгрузки своих мозгов решили записать прямолинейный гитарный диск.
Немецкие фэны быстрее других европейцев оценили новинку, которая сразу же после появления на свет в июле 2000-го заняла 76-е место в германских чартах. Тем временем контракт группы с Century Media закончился. Продлевать его музыканты не стали, а приняли решение создать для издания своих новых пластинок (и, разумеется, переиздания старых) собственный рекорд-лейбл, который назвали Psychonaut Records.

Уже в 2000 году на новоиспечённом лейбле был переиздан в ремастированном виде «Always…», в следующем — «Almost A Dance». Ханс Руттен с воодушевлением говорит о переиздании материала группы: 
Сейчас я слушаю наши старые записи с совершенно иной позиции, нежели раньше. Я очень гордился тогда и чувствовал, что мы делаем что-то по-настоящему особое и значительное. И смотрю на это как на очень хорошие воспоминания о красивом рождении группы. Я вспоминаю, какими молодыми и «голодными» мы были, я слышу много хороших вещей. Мы были очень популярны тогда, пока не выпустили альбом «Almost A Dance», после которого всем разонравились. Но всё-таки то, что случилось тогда — это хорошо, так как случается только то, что и должно быть. Прошлое сделало нас более мудрыми, и это очень хороший опыт для нас.
Результатом сотрудничества с рекорд-компанией Hammerheart Records стал выпуск в апреле 2001-го диска «Downfall – The Early Years», представляющего собой архивный материал, датируемый 1990—1991 годами, и включает такие песни как «In Sickness And Health», «Gaya’s Dream» и «Always…» и два первых демо «An Imaginary Symphony» и «Moonlight Archer», включающих по пять композиций. Кстати, первая написанная участниками команды песня «Anthology In Black» на пластинке присутствует, а кавер-версия вещи Celtic Frost «Dethroned Emperor» — нет, несмотря на огромное желание музыкантов The Gathering включить её в данную антологию. Эта любимая всеми и постоянно играемая в то время на концертах композиция не вошла в пластинку по причине отсутствия в архивах её нормально записанного варианта. Компания Hammerheart издала и лимитированное подарочное издание «Downfall» на двух CD, добавив к основному бонусный диск с записью концерта 1991 года. В последний раз группа доверила выпуск своего материала стороннему лейблу.

### Souvenirs
В сентябре 2002 года рекорд-компания Psychonaut Records вновь дала о себе знать. Она издала свой первый оригинальный релиз — EP «Black Light District», на котором в качестве гостевой вокалистки засветилась Сара Джезебель Дева. Альбом содержал три новые композиции. Эта публикация предваряла выход очередного студийного альбома. Вскоре появилась и новая пластинка «Souvenirs». 24 февраля 2003 года — дата европейского релиза, 12 марта 2003 — начало продаж в музыкальных магазинах США, Канады и Мексики. Благодаря стараниям лейбла Psychonaut Records альбом вышел в 30 странах мира, в том числе и в России. 
«На предыдущем альбоме все песни были очень разными, а на новом они представляют собой единое целое, — говорит в промоинтервью Аннеке. — У нас было не очень много времени на запись «If_Then_Else», поэтому он получился не совсем таким, как мы хотели. Не поймите меня неправильно, – я считаю «If Then Else» отличным альбомом, но наша новая работа сделана совершенно иначе. На этот раз у нас хватало времени, денег и новых идей, чтобы отшлифовать каждую из песен. Группа трудилась над созданием «Souvenirs» почти 2,5 года. Конечно, мы вполне удовлетворены результатом. У нас было сильное желание сделать печальный и мрачный альбом, и мы сделали это».
С продюсером Злаей Хаджичем (Zlaya Hadzich, Motorpsycho, Sonic Youth, Low, Agression) группа записала свыше 50 минут музыки при участии Трикстера Джи (Trickster G, Ulver), который вместе с Аннеке спел часть вокальных партий композиции «A Life All Mine». Для записи были привлечены и другие сессионные музыканты.
Альбом «Souvenirs» можно считать вершиной трип-рокового периода группы. Необыкновенный мистический настрой и кристально прозрачный звук, эмоциональный вокал Аннеке и естественность мелодий сделали своё дело, альбом получил положительные отзывы. Грандиозный тур стартовал в марте 2003 года в Барселоне и прошёл по Испании, Нидерландам, Швейцарии, Франции, Италии, Германии, Австрии, Бельгии, Англии и Турции. Посетила группа и Россию, дав 29 мая 2004 года концерт в ДК Горбунова. В том же 2004 году группа осуществила свою давнюю мечту — записала и издала полуакустический концерт «Sleepy Buildings», состоящий из лучших вещей, аранжированных в камерной unplugged-манере. После выпуска этого альбома группу покидает бас-гитарист Хуго Принсен Герлигс, а на его место приходит Марьолейн Койман. В середине следующего 2005-го года в природе появился двухдисковый сборник би-сайдов и раритетов «Accessories», интересный ещё и тем, что он содержит концертные версии известных песен, записанные с симфоническим оркестром. И наконец-то осуществилась мечта многочисленных фэнов команды, услышавших в исполнении своих кумиров кавер-версию хита Dead Can Dance «In Power We Trust The Love Advocated».

### Home и уход Аннеке
После удачного «Souvenirs» группа выпускает свой первый ДВД (In Motion выпустили без согласия The Gathering) — «A Sound Relief» (2005). Двух-дисковый набор включает концерт группы, записанный 23 мая 2005 года в Paradiso, в Амстердаме, плюс бонусы в виде собственных впечатлений группы от турне, заснятых на видео, видеоинтервью и бонусный диск, демонстрирующий коллекцию великолепных трехмерных анимационных клипов.
Для записи нового альбома группа построила профессиональную самодельную студию внутри старой церкви в маленьком городке Маурик (Maurik), расположенном на юге Нидерландов. Также был привлечён продюсер Атти Бау, с которым группа работала во время записи альбома «How to Measure a Planet?» в 1998 году. Аннеке ван Гирсберген о созданной студии и возобновлении работы с Бау:
Мы построили там нашу собственную студию потому, что мы хотели сделать нечто нетривиальное и создать новую атмосферу. Что касается работы с Атти Бау, то он очень вдохновляющий тип, с великими идеями и мы очень хотели работать с ним снова.
Новый альбом, получивший название «Home» вышел в апреле 2006 года.

В июне 2007 года Аннеке ван Гирсберген приняла решение покинуть группу. 
После длительных размышлений и душевных терзаний я пришла к выводу, что для меня настало время изменить направление своей жизни, чтобы найти новые цели и достичь их. Все те прекрасные годы, когда я была частью The Gathering, мы как группа всегда были искренни — и между собой, и в нашей музыке. Я всегда вкладывала в музыку всю свою душу. За последний год у меня появилось страстное желание сфокусироваться на самой себе и своей семье. Я хочу быть честной перед собой, группой, обслуживающим персоналом и фэнами, и у меня нет другой альтернативы, как покинуть группу и сосредоточиться на своих новых целях в жизни и музыке. Я высоко ценю 13 лет, проведенных с The Gathering, и горжусь той прекрасной музыкой, которую мы создали. Я всегда с теплотой буду вспоминать об этом прекрасном времени, проведенном в турах и студии. Решение оставить все это далось мне невероятно тяжело, но так как оно идет из самого сердца, то я полностью уверена, что решение правильно. Хотя это и печалит меня, у меня множество восхитительных планов на будущее, как личных, так и творческих.

### Группа после ухода Аннеке (2007 - настоящее время)
Уход Аннеке привел к небольшой паузе в деятельности группы. Каждый занимался своими делами. Рене открыл свой магазин по продаже гитар и поиграл на басу в Drive-by-wire, Франк работал курьером и выступал под псевдонимом Grim Limbo, Марьолейн занималась музыкой, а Ханс работал в детском госпитале. 
Нам был нужен отдых, чтобы «зарядить батарейки», собрать идей для дальнейшей деятельности.
Спустя несколько месяцев The Gathering начали прослушивание на место вокалистки. Всего было прослушано около 250 демозаписей. Возникали даже варианты участия гостевых вокалистов, как это было у Massive Attack, или привлечь в группу мужской вокал. Но через несколько месяцев, всё-таки была объявлена новая вокалистка, ею стала Силье Вергеланд.
Найденная новая вокалистка имеет голос, схожий с голосом Аннеке
Весной 2009 года, вышел новый альбом под названием «The West Pole»
К работе над следующим альбомом The Gathering приступили летом 2010 года.
Сейчас мы в очень креативной стадии, и идеи появляются сами собой!
Группа отметила свой 25-летний юбилей двумя аншлаговыми реюнион-концертами, которые состоялись в Наймегене (Нидерланды) 9 ноября 2014. Здесь впервые на одной сцене выступили четыре вокалиста, певшие в коллективе в разные годы (Барт Смитс, Марике Грот, Аннеке ван Giersbergen и Силье Вергеланд), и это было первое выступление Аннеке с группой после её ухода в 2007 году.

## Состав

### Текущий состав
- Силье Вергеланд (Silje Wergeland) — вокал, клавишные (с 2008)
- Рене Рюттен (René Rutten) — гитара, флейта, клавишные и перкуссия (основатель)
- Хюго Принсен Герлигс (Hugo Prinsen Geerligs) — бас-гитара, электрогитара, доп. клавишные и перкуссия, треугольник (с 1989 по 2004 и с 2018)
- Фрэнк Буйен (Frank Boeijen) — клавишные, синтезатор (с 1990)
- Ханс Рюттен (Hans Rutten) — ударные (основатель)

### Бывшие участники
- Нилс Дюффхюэс (Niels Duffhuës) — вокал/гитара
- Йелмер Вирсма (Jelmer Wiersma) — гитара
- Марьолейн Койман (Marjolein Kooijman) — бас-гитара, бэк-вокал
- Мартине ван Лон (Martine van Loon) — вокал/бэк-вокал
- Барт Смитс (Bart Smits) — вокал
- Марике Грот (Marike Groot) — вокал/бэк-вокал
- Аннеке ван Гирсберген (Anneke van Giersbergen) — вокал/гитара

## Дискография

### Студийные альбомы
- Always... (1992) Foundation 2000
- Almost a Dance (1993) Foundation 2000
- Mandylion (1995) Century Media
- Nighttime Birds (1997) Century Media
- How to Measure a Planet? (1998) Century Media
- if then else (2000) Century Media
- Souvenirs (2003) Psychonaut Records
- Home (2006) Noise/The End
- The West Pole (2009) Psychonaut Records
- Disclosure (2012) Psychonaut Records
- Afterwords (2013) Psychonaut Records
- Beautiful Distortion (2022) Psychonaut Records

### Концертные альбомы
- Superheat (2000)Century Media
- Sleepy Buildings - A Semi Acoustic Evening (2004)Century Media
- A Noise Severe (2007)Psychonaut Records[5]
- TG25: Live at Doornroosje (2015)Psychonaut Records

### Мини-альбомы
- Adrenaline / Leaves (1996)Century Media
- Illuminating (1999)
- Amity (2001)Century Media
- Black Light District (2002)Psychonaut Records
- City From Above (2009)Psychonaut Records

### Синглы
- Strange Machines (1995)Century Media
- Kevin’s Telescope (1997)Century Media
- The May Song (1997)Century Media
- Liberty Bell (1998)Century Media
- Rollercoaster (2000)Century Media
- Monsters (2003)Psychonaut Records
- You Learn About It (2003)Psychonaut Records
- Alone (2006)Scream Records — Сплит-сингл вместе с Green Lizard(ограниченный тираж 5000 экземпляров)
- Heroes For Ghosts (2011)Psychonaut Records

### Сборники
- Downfall — The Early Years (2001)Hammerheart Records
- Accessories — Rarities And B-Sides (2005)Century Media
- Downfall (2008)Restored, remastered plus 7 never released songs, double CDVic Records
- Blueprints (2016) 2 x CD Psychonaut Records

### Демо
- An Imaginary Symphony (1990)
- Moonlight Archer (1991)
- Promo '92 (1992)

### Каверы
- «Life’s What You Make It» (by Talk Talk)
- «In Power We Entrust The Love Advocated» (при участии Dead Can Dance)
- «When The Sun Hits» (by Slowdive)

## Видеография

### Клипы
- «King for a Day»
- «Strange Machines» (Не выпущен)
- «Leaves»
- «Liberty Bell»
- «My Electricity»
- «Monsters»
- «Life’s What You Make It»
- «You Learn About It»
- «Alone»
- «Forgotten»
- «All You Are»
- «No Bird Call»
- «Heroes for Ghosts»
- «Saturnine»

### DVD
- In Motion (2002)

Содержит материал с двух концертов: Выступление группы в 1996 году на Dynamo Open Air, и концерт группы в Кракове, Польша в 1997 году. Выпущен Century Media Records без согласования с группой.
- A Sound Relief (2005)

Содержит запись концерта группы 23 мая 2005 года в Амстердаме. Согласно замыслу содержит облегчённые, акустические версии песен группы.
- A Noise Severe (2007)

DVD был записан в Сантьяго (Чили) 24 марта 2007 года. «A Noise Severe» по замыслу группы содержит более тяжёлые версии композиции группы. .

### Официальные веб-сайты
- Official site (англ.)
- Official Forum (англ.)

### Неофициальные веб-сайты
- [http://search.launch.yahoo.com/launch/search/?m=all&p=gathering/ (недоступная+ссылка) The Gathering on Yahoo! LAUNCH (Music Videos)] (недоступная ссылка) (англ.)
- The Gathering Spot (англ.) on Fanpop
- The Gathering chilean fan site (англ.)
- Nighttime Birds The Gathering Argentinian fan site (англ.)
- Teatro de las Musas, Argentinian forum (недоступная ссылка) (англ.)

### The Gathering в онлайновых базах данных
- Anneke van Giersbergen interviewed (англ.) by Highwire Daze (2006)